# Hume, Illinois
Hume är en by (village) i Edgar County i Illinois. Vid 2010 års folkräkning hade Hume 380 invånare.

## Kända personer från Hume
- Edward A. Doisy, biokemist